# 黒沢準

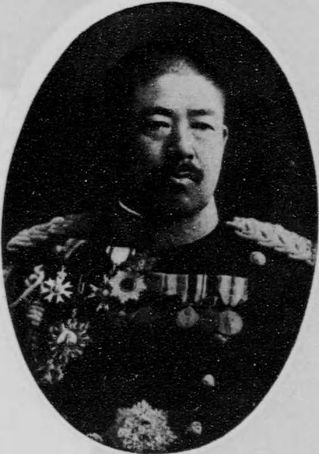
黒沢準

黒沢 準（黒澤、くろさわ ひとし、1878年（明治11年）8月19日 - 1927年（昭和2年）9月5日）は、日本の陸軍軍人。最終階級は陸軍中将。陸軍有数の戦術家といわれた。

## 経歴
宮城県出身。黒沢嫡の長男として生れる。仙台の第二高等中学校（後の旧制第二高校、その後東北帝国大学を経て現・東北大学）を経て、1898年（明治31年）11月、陸軍士官学校（10期）を卒業。翌年6月、歩兵少尉に任官し歩兵第29連隊付となる。1902年（明治35年）8月9日陸軍大学校（19期）に入学するが、日露戦争期であったため1904年（明治37年）2月9日一時中退し、1906年（明治39年）3月20日に復校し、1907年（明治40年）11月30日に優等で卒業し参謀本部出仕となった。
1908年（明治41年）4月、参謀本部員となり、以後、ロシア駐在、陸大教官、参謀本部員を経て、1914年（大正3年）8月、独立第18師団参謀に発令され青島の戦いに出征した。1915年（大正4年）2月、参謀本部員に転じ、1916年（大正5年）1月、歩兵中佐に昇進。同年8月から10月まで閑院宮載仁親王に随行しロシアに出張した。
1917年（大正6年）2月、関東都督府陸軍部付（ハルビン駐在）となり、1918年（大正7年）9月、歩兵大佐に昇進。関東兵站参謀長（諜報担当）を経て、1919年（大正8年）2月、浦塩派遣軍司令部付（チタ特務機関長）に発令されシベリア出兵に出征した。1920年（大正9年）8月、参謀本部作戦課長に転じ、1922年（大正11年）8月、陸軍省軍務局軍事課長となる。1923年（大正12年）8月、陸軍少将に進級し参謀本部第1部長に就任。1925年（大正14年）5月、歩兵第37旅団長、1926年（大正15年）7月、参謀本部総務部長を経て、1927年（昭和2年）1月、参謀本部付、同年7月に休職し、同年9月に死去して陸軍中将に進級した。

## 栄典
位階
- 1902年（明治35年）2月20日 - 従七位[7]

勲章
- 1915年（大正4年）11月7日 - 功四級金鵄勲章・旭日小綬章・大正三四年従軍記章[8]

## 親族
- 妻 黒沢トミ（杉原美代太郎陸軍中将の妹）[1]